# 孙中山纪念馆 (太原)
孙中山纪念馆，是位于中华人民共和国山西省太原市迎泽区柳巷街道海子边西街社区儿童公园文瀛湖北岸的一座纪念建筑，已列为太原市文物保护单位。

## 保护
1983年8月17日，孙中山纪念馆由太原市人民政府公布为第一批太原市文物保护单位。